# Носкова, Светлана Александровна
Светлана Александровна Носкова (25 марта 1975, Горький) — российская тхэквондистка, заслуженный мастер спорта России (2001). Выдающийся спортсмен Республики Башкортостан (2000). Девятикратная чемпионка России по тхэквондо. Двукратная чемпионка Европы (1994, 2000), чемпионка мира среди военнослужащих (1997), неоднократная победительница международных турниров.

## Биография
Светлана Носкова родилась 25 марта 1975 в городе Горький (ныне Нижний Новгород). С детства активно занималась спортом: гимнастика, плавание, лёгкая атлетика, дзюдо, каратэ, рукопашный бой. Светлана параллельно занималась в нескольких спортивных секциях, пока тренер по каратэ Тупицын В. А. не привёл её в секцию тхэквондо к Тян Г. И.
Имея к тому времени уже серьёзную спортивную подготовку, которую заложили Герасимов А. В. (лёгкая атлетика), Морозов С. Б. и Тупицын В. А. (каратэ), уже через две недели занятий Носкова стала бронзовой призёркой Чемпионата России по тхэквондо (1991), а спустя два месяца победила на первенстве СНГ (Минск).
Совмещала спортивные тренировки с занятиями в музыкальной школе. Другие виды спорта пришлось оставить из-за плотного графика сборов и соревнований в национальной сборной страны. Таким образом остался один вид спорта — тхэквондо.
Первая чемпионка Европы по тхэквондо из России (1994).
Из-за конфликта с руководством федерации тхэквондо Нижнего Новгорода, весной 1999 года была вынуждена уехать в другой город[уточнить], за который выступала до начала 2003 года. Весной 2003 года вернулась в родной Нижний Новгород.
Окончила музыкальную школу по классу фортепиано.
В 2001 году окончила Санкт-Петербургскую академию физической культуры им. П. Ф. Лесгафта. По окончании академии поступила в аспирантуру и написала ряд научных статей.
В дисциплине тхэквондо в 1996—2002 годах выступала за спортивно-тренировочный центр № 464, и в 1997—2002 годах — за Школу высшего спортивного мастерства и СДЮШОР № 15 в Уфе, занимаясь у тренера С. Н. Игнатьева.
Член сборной России (1992, 1994—2002, 2009).
С конца 2000-х тренер-преподаватель. Преподаёт тхэквондо в спортивном клубе «Дракон» (Нижний Новгород) и Академии бокса. Среди воспитанников — Мария Делоглан.
Автор сборника стихов «Побеждая сердцем», книга издана весной 2018 года издательством «Дятловы горы», Нижний Новгород.

## Достижения
- Чемпион Европы (1994, 2000) и России (1994—1997, 1999—2002);
- Обладатель Кубка России (1999);
- Бронзовый призёр чемпионата Европы (2002);
- Чемпион мира среди военнослужащих (1997);
- Чемпион Вооруженных сил России (1997—2002);
- Победитель международных соревнований памяти С. М. Федулова в Липецке (1999).
- В 2012 году решением международного координационного совета Всемирного альянса «Миротворец» награждена серебряной звездой «Ars Longa» (Искусство вечно) и золотой медалью «Талант и призвание»[источник не указан 2456 дней].
- Обладательница кубка «Золотой пояс» (Российский Союз Боевых искусств; 2016)[5].